# Crambus leucoschalis
Crambus leucoschalis là một loài bướm đêm trong họ Crambidae.